# Шарша
Шарша (бенг. শর্শা, англ. Sharsha) — город на западе Бангладеш, административный центр одноимённого подокруга. По данным переписи 2001 года, в городе проживало 3434 человека, из которых мужчины составляли 54,19 %, женщины — соответственно 45,81 %. Уровень грамотности населения составлял 52,6 % (при среднем по Бангладеш показателе 43,1 %). 